# هانس نيلسن (ملحن)
هانس نيلسن (بالدنماركية: Hans Nielsen)‏ هو عازف آلة وترية ‏ وملحن دنماركي، ولد في 1580، وتوفي في 1626.

## وصلات خارجية
- هانس نيلسن على موقع ميوزك برينز (الإنجليزية)